# Natação no Campeonato Europeu de Esportes Aquáticos de 2012 - 4x100 m medley masculino
A prova do revezamento 4x100 metros medley masculino da natação no Campeonato Europeu de Esportes Aquáticos de 2012 ocorreu no dia 27 de maio em Debrecen na Hungria. 

## Calendário
| Fase          | Data       | Hora  |
| ------------- | ---------- | ----- |
| Eliminatórias | 27 de maio | 10:31 |
| Final         | 27 de maio | 18:16 |

Todos os horários estão no horário local (UTC+1)

## Recordes
Antes desta competição, os recordes eram os seguintes:
| Recorde mundial       | Estados Unidos | 3:27.28 | Roma      | 2 de agosto de 2009  |
| Recorde europeu       | Alemanha       | 3:28.58 | Roma      | 2 de agosto de 2009  |
| Recorde do campeonato | França         | 3:31.32 | Budapeste | 15 de agosto de 2010 |

## Medalhistas
| Ouro                                                                       | Prata                                                                          | Bronze                                                               |
| Itália · Mirco Di Tora · Fabio Scozzoli · Matteo Rivolta · Filippo Magnini | Alemanha · Helge Meeuw · Christian vom Lehn · Steffen Deibler · Marco di Carli | Hungria · Péter Bernek · Dániel Gyurta · László Cseh · Dominik Kozma |

## Resultados

### Eliminatórias
Esses foram os resultados das eliminatórias. 
| Pos. | Bateria | Raia | Nadadores                                                                          | Nacionalidade | Tempo   | Notas            |
| ---- | ------- | ---- | ---------------------------------------------------------------------------------- | ------------- | ------- | ---------------- |
| 1    | 3       | 2    | Christian Diener Christian vom Lehn Steffen Deibler Dimitri Colupaev               | Alemanha      | 3:36.66 | Q                |
| 2    | 3       | 6    | Péter Bernek Dániel Gyurta Bence Pulai Dominik Kozma                               | Hungria       | 3:36.94 | Q                |
| 3    | 2       | 4    | Vitaly Borisov Kirill Strelnikov Nikita Konovalov Oleg Tikhobaev                   | Rússia        | 3:37.47 | Q                |
| 4    | 2       | 2    | Yakov-Yan Toumarkin Imri Ganiel Alon Mandel Nimrod Shapira Bar-Or                  | Israel        | 3:38.04 | Q                |
| 5    | 1       | 7    | Benjamin Stasiulis Hugues Duboscq Romain Sassot Medhy Metella                      | França        | 3:38.33 | Q                |
| 6    | 3       | 7    | Aristeidis Grigoriadis Panagiotis Samildis Stefanos Dimitriadis Kristian Gkolomeev | Grécia        | 3:38.53 | Q                |
| 7    | 3       | 3    | Matteo Milli Mattia Pesce Piero Codia Andrea Rolla                                 | Itália        | 3:38.59 | Q                |
| 8    | 2       | 5    | Pavel Sankovich Viktar Vabishchevich Yauhen Tsurkin Arseni Kukharau                | Bielorrússia  | 3:39.65 | Q                |
| 9    | 1       | 3    | Simon Sjödin Johannes Skagius Lars Frölander Petter Stymne                         | Suécia        | 3:39.69 |                  |
| 10   | 3       | 5    | Radoslaw Kawecki Dawid Szulich Michal Poprawa Filip Wypych                         | Polónia       | 3:39.80 |                  |
| 11   | 3       | 4    | Pedro Oliveira Carlos Esteves Almeida Simão Morgado Tiago Venâncio                 | Portugal      | 3:40.19 | Recorde nacional |
| 12   | 1       | 2    | Lavrans Solli Aleksander Hetland Sindri Thor Jakobssen Gard Kvale                  | Noruega       | 3:40.57 | Recorde nacional |
| 13   | 1       | 4    | Markus Rogan Hunor Mate Dinko Jukić Martin Spitzer                                 | Áustria       | 3:40.58 |                  |
| 14   | 2       | 7    | Martin Baďura Petr Bartůněk Jan Šefl Martin Verner                                 | Chéquia       | 3:41.04 |                  |
| 15   | 1       | 5    | Andres Olvik Martti Aljand Martin Liivamägi Pjotr Degtjarjov                       | Estónia       | 3:41.06 | Recorde nacional |
| 16   | 2       | 6    | Jonathan Massacand Yannick Käser Nico van Duijn Flori Land                         | Suíça         | 3:41.15 |                  |
| 17   | 1       | 6    | Matas Andriekus Vaidotas Blažys Edgaras Štura Mindaugas Sadauskas                  | Lituânia      | 3:46.62 |                  |
| 18   | 2       | 3    |                                                                                    | Sérvia        | DNS     |                  |

### Final
Esse foi o resultado da final. 
| Pos.              | Raia | Nadadores                                                                          | Nacionalidade | Tempo   | Notas            |
| ----------------- | ---- | ---------------------------------------------------------------------------------- | ------------- | ------- | ---------------- |
| Medalha de ouro   | 1    | Mirco Di Tora Fabio Scozzoli Matteo Rivolta Filippo Magnini                        | Itália        | 3:32.80 | Recorde nacional |
| Medalha de prata  | 4    | Helge Meeuw Christian vom Lehn Steffen Deibler Marco di Carli                      | Alemanha      | 3:34.41 |                  |
| Medalha de bronze | 5    | Péter Bernek Dániel Gyurta László Cseh Dominik Kozma                               | Hungria       | 3:34.57 | Recorde nacional |
| 4                 | 2    | Benjamin Stasiulis Hugues Duboscq Romain Sassot Alain Bernard                      | França        | 3:35.41 |                  |
| 5                 | 3    | Vitaly Borisov Kirill Strelnikov Nikita Konovalov Vitaly Syrnikov                  | Rússia        | 3:36.01 |                  |
| 6                 | 7    | Aristeidis Grigoriadis Panagiotis Samildis Stefanos Dimitriadis Kristian Gkolomeev | Grécia        | 3:37.24 |                  |
| 7                 | 6    | Yakov-Yan Toumarkin Imri Ganiel Alon Mandel Nimrod Shapira Bar-Or                  | Israel        | 3:37.77 |                  |
| 8                 | 8    | Pavel Sankovich Viktar Vabishchevich Yauhen Tsurkin Arseni Kukharau                | Bielorrússia  | 3:41.17 |                  |

Legenda
| Recorde mundial       | Recorde mundial (World record)               |                       | Recorde africano                      | Recorde africano (African) |                                           | Q | Classificado por posição (Qualified) |
| Recorde do campeonato | Recorde do campeonato (Championship record)  | Recorde da América    | Recorde da América (Americas)         | q                          | Classificado por melhor tempo (Qualified) |   |                                      |
| Melhor marca do ano   | Melhor marca do ano (World leading)          | Recorde asiático      | Recorde asiático (Asian)              | DNS                        | Não largou (Did not start)                |   |                                      |
| Recorde nacional      | Recorde nacional (National record)           | Recorde europeu       | Recorde europeu (European)            | DNF                        | Não terminou (Did not finish)             |   |                                      |
| Recorde pessoal       | Recorde pessoal do atleta (Personal best)    | Recorde da Oceania    | Recorde da Oceania (Oceania)          | DSQ / DQ                   | Desclassificado (Disqualified)            |   |                                      |
| Recorde da temporada  | Recorde da temporada do atleta (Season best) | Recorde sul-americano | Recorde sul-americano (South America) | NM                         | Sem marca (No mark)                       |   |                                      |